# Säulenglöckchen
Säulenglöckchen (Epistylis) bilden eine Gattung der einzelligen Wimpertierchen. Wie die anderen Arten der Familie der Epistylidae leben die Säulenglöckchen sessil auf Wasserpflanzen und Detritus, aber auch als Ectokommensalen auf der Körperoberfläche von Krebstieren, Fischen und Schildkröten. Sie heften sich mittels eines Stiels an die Oberfläche der Tiere und strudeln mit ihren Wimpern Nahrung in ihre verkehrt glockenförmigen Zellkörper.

## Merkmale
Die Einzelzellen können je nach Art 10 bis 250 Mikrometer lang und 10 bis 80 Mikrometer breit sein. Ihre Stiele sind verzweigt und bilden so Kolonien. Am Ende eines jeden Stiels befindet sich ein Individuum (Zooid). Die Kolonien erreichen eine Länge von mehreren Millimetern und sind makroskopisch als Aufwuchs sichtbar. Innerhalb des Stiels befindet sich kein Myonem wie bei den Glockentierchen, so dass sich die Kolonien nicht zusammenziehen können wie bei Vorticella oder Zoothamnium.
Der Stiel ist dichotomisch verzweigt, nach jeder Gabelung ist ein Stiel kürzer als der andere. Am jeweils kürzeren wird vor jeder Teilung eine Trennungszone angelegt. An diesen Stellen können die jeweils ältesten Zweige abgestoßen werden und sich frei schwimmend durch das Wasser bewegen, bis sie eine geeignete Stelle finden, um eine neue Kolonie zu bilden.
Weitere Merkmale der Gattung sind eine breite Lippenbildung am apikalen Ende und ein durchgehender einfacher Wimpernkranz um das Mundfeld. Bei verwandten Gattungen wie Campanella oder Heteropolaria hat diese Spirale eineinhalb bzw. vier bis sechs Umgänge. Opercularia and Orbopercularia haben keine Lippenbildung.

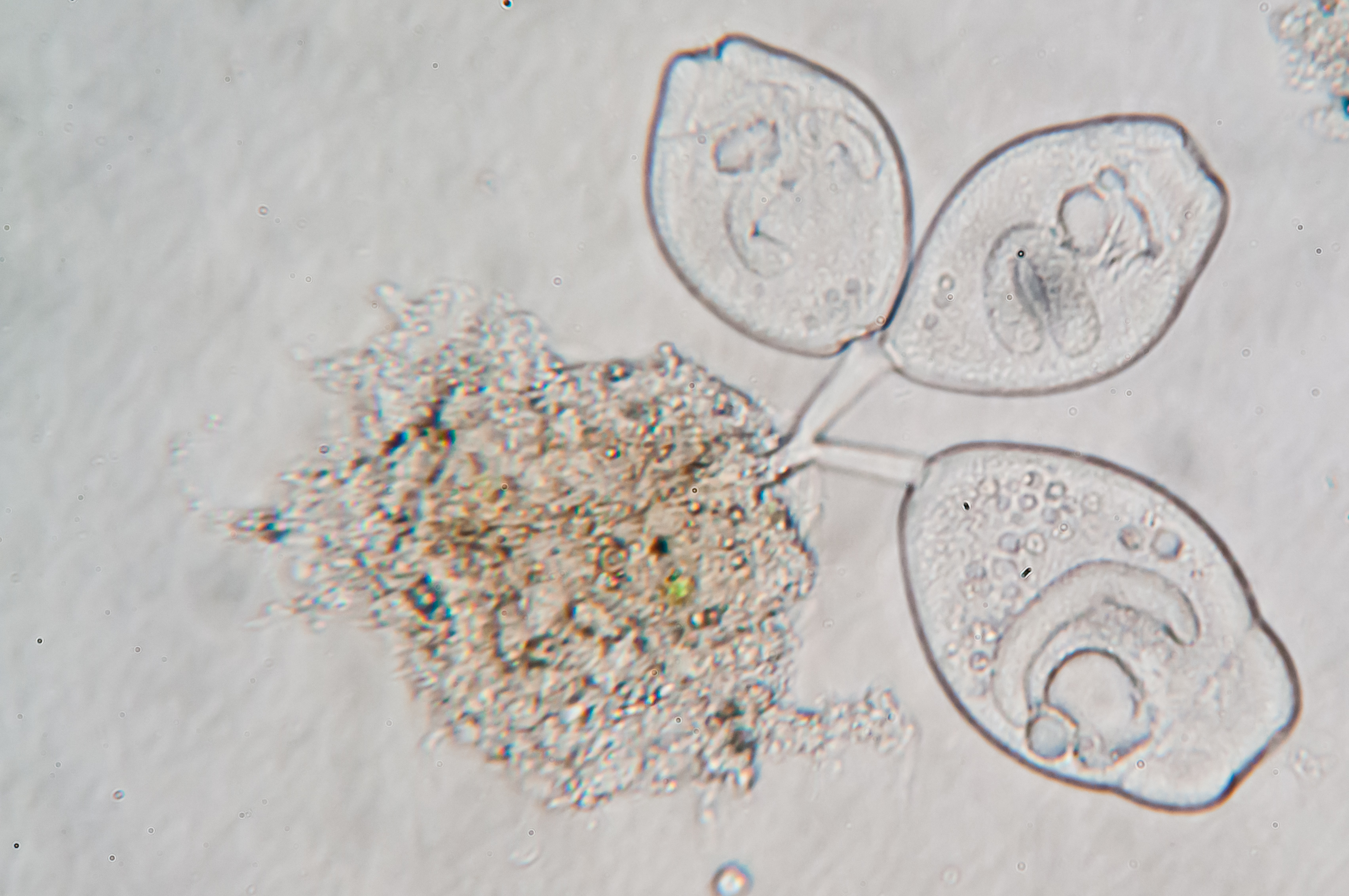
Epistylis sp. - Säulenglöckchen im Lichtmikroskop

## Lebensweise
Im Gegensatz zu den Ektoparasiten sind Ektokommensalen meist harmlos. Sie leben von den Nahrungsabfällen ihrer Wirtstiere oder wie Epistylis hauptsächlich von Bakterien, die die Abfälle zersetzen.

## Massenbefall
In Umgebungen, in denen durch Verschmutzung der Nährstoffgehalt im Wasser sehr hoch ist, kann es zu einer Massenvermehrung von Epistylis kommen. Das kann bei den Fischen zu Hautreizungen und Geschwüren führen und sie anfällig für Infektionen machen.

### Fischkrankheit
Ein übermäßiger Befall von Fischen durch Epistylis ist durch kleine weiße, baumwollartige Aufwüchse von der Größe eines Reiskorns feststellbar. Der Befall kann auf jeder Stelle des Körpers auftreten, meist ist er jedoch zuerst auf den Seitenlinien des Fisches sichtbar. An Stellen mit massenhafter Infektion mit Epistylis treten durch Sekrete der Einzeller oft blutige Wunden auf. Massenbefall an den Kiemen kann die Atmung der Fische beeinträchtigen.
Eine erste Diagnose kann mit freiem Auge gemacht werden, eine genauere Feststellung ist jedoch nur mit dem Mikroskop durchführbar.

### Befall von Flusskrebsen
Auch bei Flusskrebsen ist der massenhafte Befall durch Epistylis ein Indikator für verschmutztes Wasser und geringe Sauerstoffkonzentration (hoher BSB5-Wert der Sauerstoffzehrung). Der Befall kann in Krebszuchten die Qualität der Produktion beeinträchtigen. Verstärktes Epistylis-Wachstum findet bei höheren Wassertemperaturen statt. Auch hier bildet sich ein makroskopisch sichtbarer weißer oder grauer Flaum auf dem Exoskelett der Krebse.

### Prävention und Behandlung
Sauberes, nicht zu warmes Wasser ist die beste Voraussetzung, einen Massenbefall zu verhindern. Angemessene Fütterung verhindert zu viel organisches Material im Teich oder im Aquarium. Geringere Besatzdichte hilft, Ansteckung zu vermeiden. Im Aquarium kann ein Filter mit UV-Licht Epistylis und andere Krankheitserreger abtöten.
Die Anwendung von jodfreiem Natriumchlorid (NaCl) in einer Konzentration von bis zu 0,6 % für die Dauer von maximal 10 Tagen oder eine Mischung von Formaldehyd und Salz im Wasser erzielen die beste Wirkung.

## Systematik
Die Gattung Epistylis ist wahrscheinlich nicht monophyletisch, das heißt, nicht alle Arten stammen von einem gemeinsamen Vorfahren ab. Epistylis galea zeigt beispielsweise einen Polymorphismus der Einzelindividuen innerhalb einer Kolonie. Es treten, wie auch bei vielen Zoothamnium-Arten, Makro- und Mikrozooide auf. Obwohl schon Fauré-Fremiet 1907 vermutete, dass Epistylis galea zur Gattung Campanella gestellt werden könnte, zeigten erst molekulargenetische Studien am Institut für Mikrobiologie der Chinesischen Akademie der Wissenschaften 2005 eine größere Verwandtschaft von Epistylis galea zu Campanella- und Opercularia-Arten als zu anderen Epistylis-Arten. Die molekulargenetische Untersuchung von 18S-rRNA Sequenzen verschiedener sessiler Wimpertierchen aus der Unterklasse Peritrichia zeigte ebenfalls das Resultat, dass die Gattungen Epistylis sowie die Glockentierchen (Gattung Vorticella) nicht monophyletisch sein können. Es wird vermutet, dass die morphologischen Merkmale, die bisher zur Klassifikation der Peritrichia verwendet wurden, für eine phylogenetische Systematik nicht ausreichen. Bevor keine weiteren Merkmale gefunden werden, nach denen die einzelnen Gruppen voneinander unterschieden werden können, ist jedoch eine Revision der Taxa nicht möglich.